# Pierre Levée (Beaumont-la-Ronce)

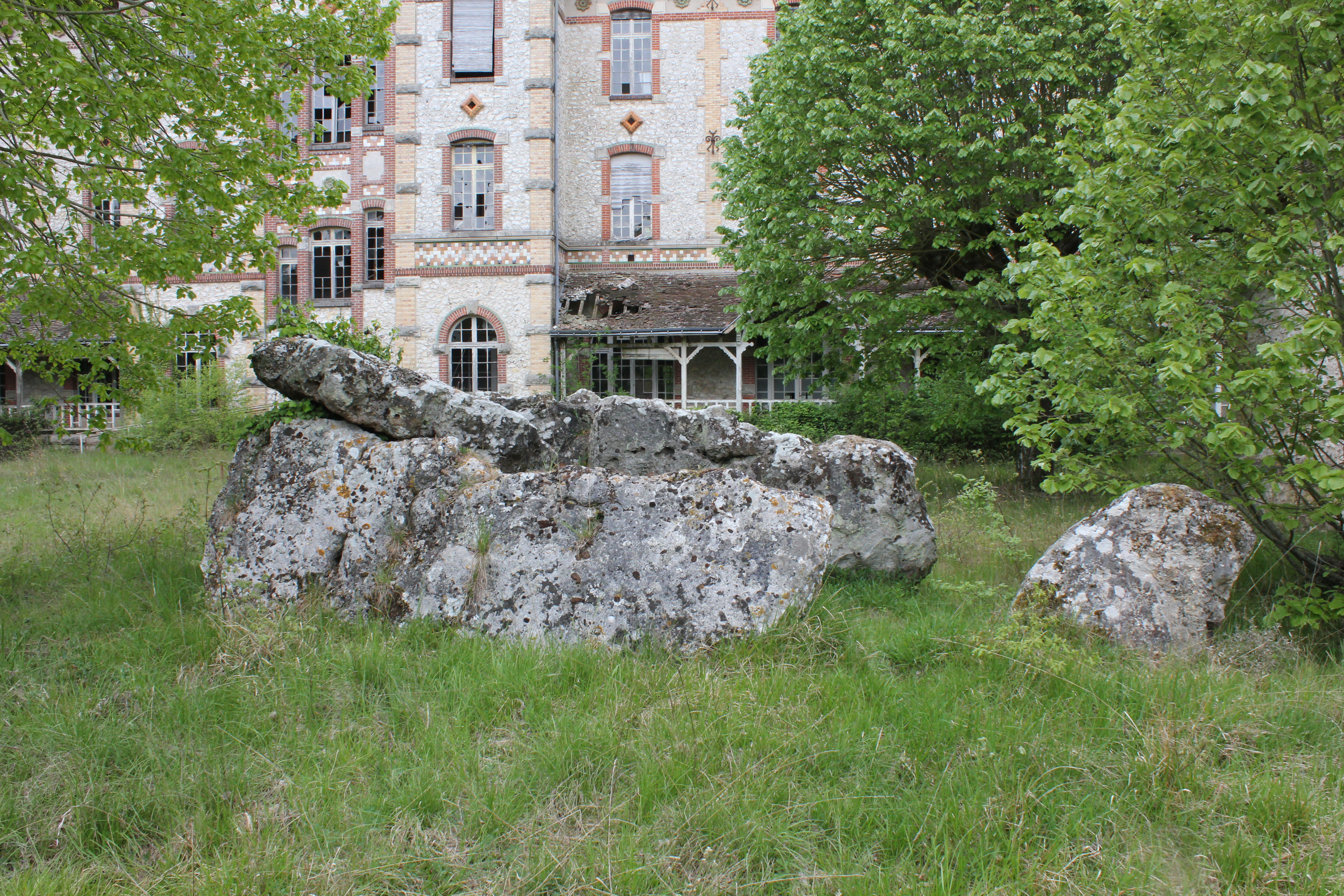
Pierre Levée

Der Dolmen Pierre Levée (auch Haute Barde genannt) liegt westlich von Beaumont-la-Ronce, nördlich von Tours in der Touraine im Département Indre-et-Loire in Frankreich. Der auf einem niedrigen Hügel gelegene Dolmen befindet sich etwa einen Kilometer vom Menhir von Pont-Champion entfernt auf der Nordseite der Straße D 766. Der Dolmen liegt im Innenhof des alten Krankenhauses Bretonneau von Tours. Das große Gebäude in U-Form wurde im Jahre 1906 gebaut und ist heute verlassen. Dolmen ist in Frankreich der Oberbegriff für Megalithanlagen aller Art (siehe: Französische Nomenklatur).
Der rechteckige Dolmen aus Kalk-, Sand- und Puddingstein hat eine Länge von etwa 6,0 Metern und besteht aus vier Tragsteinen und einem beschädigten Deckstein. Daneben deutet ein isolierter Stein darauf hin, dass andere Steine verschwunden sind. Der Dolmen ist halb ruiniert, ein Teil seines Decksteines ist abgebrochen, und der Halt basiert auf einer Vorrichtung aus kleinen Ziegeln, die aufgestellt wurden, um einen Einsturz zu verhindern. Sein leicht geneigter Deckstein hat eine Breite von etwa 2,1 Metern und eine Länge von 1,80 Metern. Die im Vergleich zum Deckstein übergroßen nördlichen und südlichen Tragsteine sind etwa 3,6 Meter lang, bei einer durchschnittlichen Höhe von 1,4 Metern. Die beiden anderen Steine sind kleiner. Der Zugang des Dolmens ist nach Südosten gerichtet.
Der Dolmen wurde 1887 als Monument historique klassifiziert.